# 刺刀
刺刀（さすが）は、日本刀の一種。ごく一部文献には「刺刃」とも表記される場合があるが、誤記か意図的に語呂と語彙を刷り合わせた表記にしたのかは不明。
短刀の呼び方の一つであり、室町時代までは単に刀と表記されることも多かった。
なお、中国語では近代兵器としての「銃剣」のことを「刺刀」と表記する。

## 歴史
刃渡りは36㎝程度の短刀ともいわれ、後述の打刀の前身になったとも、刺刀に鍔が装着されたものが打刀と称されていたともいわれる。
主に補助武器として用いられたが限定条件下では威力を発揮した。鎌倉時代、上位の騎馬武者に付き従う徒歩で戦う武士たちの間で、駆け回るのに便利な小型の剣として刺刀が流行した。乱戦になって薙刀などの長い武器が使えなくなった時に用いられた。つまり、役割は脇差と同じである。
鎌倉時代末期に相州伝の革新により従来より強靭な刀身を作ることができるようになり、南北朝時代には長大な大太刀などの大きな刀が人気を集めた。この影響を受けて刺刀も長大化し打刀に発展していった。戦国時代になると、戦闘が大規模化し、槍などを使った徒歩による大規模集団戦に移行したため大太刀は廃れ、武士の主流の刀も太刀から打刀に変わっていった。これを受けて補助武器としての刺刀と同じ目的で脇差が作られるようになった。また、刺刀の刺殺武器としての役割は、反りがなく重ね（刀身の断面形状）が厚い鎧通しと呼ばれる短刀の形式に発展した。
抜きやすいよう右腰に口を帯の下に差した刺刀は、妻手指（えびらさし）または馬手差（めてざし：右手差しの意味）と呼ばれる。後に腹部を刀剣類で薙がれる危険性をより回避するため、中央左寄りの腰に短い脇差を差すようになり、馬手差は次第に廃れていった。